# علم الأعداد
علم الأعداد (بالإنجليزية: Numerology)‏ هو أي من الأنظمة، العادات أو المعتقدات التي تفسر وجود علاقة روحية أو باطنية بين الأعداد والأشياء الجامدة أو الحية. وقد يعرف بـ«علم معاني الأعداد»، «العدادة» أو «دراسة معاني الأعداد».
قديما، عرف الرياضياتيون الأوائل، مثل فيثاغورس، علم الأعداد والتنجيم بقراءة معاني للأعداد. إلا أن علماء عصرنا الحديث لا يعتبرون هذا العلم جزء من علم الرياضيات، بل يُعِدونه من الرياضيات الدخيلة والعلوم الزائفة. ولكنهم يعتبرونه أساس لتطور المعرفة الحسابية مثلما تطور علم الفلك من علم التنجيم والكيمياء من الخيمياء القديمة. وفي يومنا هذا، يرتبط هذا العلم بعلم الغيبيات والسحر جنبا إلى جنب مع علم الأبراج، وقراءة أوراق الطاروت وفنون التنجيم الأخرى. فعندما تطلع على قراءة للأعداد الخاصة بك، ستجد نفسك تتجاهل الأجزاء التي لا تنطبق عليك، وتركز على الأجزاء التي تبدو ملائمة معك، ويمكن أن تجد إن بعض هذهِ الصفات مطابقة لك في الحين أنها غير موجودة عندك، لكنك تريد ان تكون بهذه الصفات. فالاعتقاد بعلم الأعداد يقع ضمن الأمور التي نصدقها ضمن تأثير فورير.
كما يُستعمل الاصطلاح لوصف الأشخاص والعلماء الذين يؤمنون بوجود معنى لأنماط الأعداد مثل دراسة أسواق الأسهم  والعلاقة بين عمر الكون وزمن الساعة الذرية.

## موجز لتاريخ علم العدد
- علم الأعداد الحديث هو مزيج من ترسبات معرفية من العديد من الحضارات القديمة وبنات أفكار شخصيات تاريخية مثل البابليين، وفيثاغورس واتباعه إغريقيي القرن السادس ما قبل الميلاد، وفلسفة التنجيم من العصر الهيليني في الإسكندرية، وباطنية المسيحيين الأوائل، ومعتقدات الغنوصيين ونظام القبالاه اليهودية والفيدا الهندية ومن كتب دائرة الأموات الصينية و«حكماء البيت السري» الفرعوني.

لقد أعتقد فيثاغورس وبعض فلاسفة عصرهِ أن لمفاهيم الرياضيات حوليات وتطبيقات أهم من مفاهيم العالم الحسي وذلك لسهولة الترتيب والتحكم بها. أما القديس أوغسطينوس (354-430 م) فقد كتب «أن الأرقام هي لغة الكون وهبها الخالق للبشر من أجل تأكيد الحقيقة». وقال فيثاغورس: أعتقد أن لكل شيء علاقة بالأرقام وما على عقل الإنسان إلا البحث وفهم أسرار هذه العلاقة أو توقع تجلياتها وهذا من المكرمة الإلهية.
في عام 325 م وبعد مجمع نيقية الأول، اعتبرت الإمبراطورية الرومانية أن أي مخالفة لمعتقدات كنيسة الدولة هي من المحرمات، وكانت الكنيسة قد رفضت كل فنون التنجيم بما فيها علم الأرقام، وبالرغم من هذا، بقي الاعتقاد بقوة الأرقام الربانية مؤثراً في الدين المسيحي مثل الرقم 888 الذي يمثل المسيح والذي قام بتحليله «دورتيوس الغزاوي»، وإلى الآن، ما زالت الكنيسة الأرثوذكسية تستعمل معاني للأرقام في معرفياتها
ونجد في أدبيات السير توماس براون أمثلة على تأثير علم الأعداد في المجتمع الإنكليزي. فقد كتب مقالة في عام 1658 بعنوان «حديقة سيريوس» حيث شرح أهمية الرقم 5 والخماسيات في الفن والطبيعة والمعتقدات الباطنية.

## المنهجية

### طريقة حساب الأعداد
يعتمد علم الأعداد على تحويل الأرقام إلى عدد واحد عن طريق جمع أعداد الرقم بشكل تتابعي حتى ينتج عدد واحد. فمثلا، لحساب عدد الرقم 3489، تجمع أعداده (3+4+8+9) == 24. ثم نعيد الكرة مع النتيجة 24 بجمع عدديه (2 + 4 ==6). فيكون عدد الرقم 3489 هو 6.
أم بالنسبة للأحرف، فنعطي رقما لكل حرف بحسب تسلسله الأبجدي. فالألف يكون 1، والباء تكون 2 وهلم جرى إلى أخر الأحرف. فكلمة «أنس» تصبح (أ=1، ن=25 وس=12) فالمجموع يصبح: 1+25+12 == 38 -> 3+8 = 11 -> 1+1 == 2. فعدد اسم «أنس» هو 2.
وهناك طرق مختلفة لحساب الأرقام منها الكلدانية والفيثاقورية واليهودية واللفظية واليابانية والهندية. أما بالنسبة للعربية، فتعتمد على طريقة صف الأحرف. فمنهم من يستعمل تنسيق ألف باء ومنهم من يستعمل تنسيق أيجد هوز. أما أكثرها استعمالا فهو الجدول التالي:
| همزة | ب | ج | د | هـ | و | ز | ح | ط | ي  | ك  | ل  | م  | ن  | س  | ع  | ف  | ص  | ق   | ريش (الأبجديات السامية) | ش   | ت   | ثاء | خاء | ذال | ضاد | ظاء | غين  |
| 1    | 2 | 3 | 4 | 5  | 6 | 7 | 8 | 9 | 10 | 20 | 30 | 40 | 50 | 60 | 70 | 80 | 90 | 100 | 200                     | 300 | 400 | 500 | 600 | 700 | 800 | 900 | 1000 |

### حساب الأحرف الإنجليزية
| A-I   | J-R           | S-Z               |
| ----- | ------------- | ----------------- |
| A = 1 | J == 10 == 1  | S == 19 = 10 == 1 |
| B = 2 | K == 11 == 2  | T == 20 == 2      |
| C = 3 | L == 12 == 3  | U == 21 == 3      |
| D = 4 | M == 13 == 4  | V == 22 == 4      |
| E = 5 | N == 14 == 5  | W == 23 == 5      |
| F = 6 | O == 15 == 6  | X == 24 == 6      |
| G = 7 | P == 16 == 7  | Y == 25 == 7      |
| H = 8 | Q == 17 == 8  | Z == 26 == 8      |
| I = 9 | R == 18 == 9) |                   |

### الطريقة الكلدونية
| A-I   | J-R   | S-Z   |
| ----- | ----- | ----- |
| A = 1 | J = 1 | S = 3 |
| B = 2 | K = 2 | T = 4 |
| C = 3 | L = 3 | U = 6 |
| D = 4 | M = 4 | V = 6 |
| E = 5 | N = 5 | W = 6 |
| F = 8 | O = 7 | X = 5 |
| G = 3 | P = 8 | Y = 1 |
| H = 5 | Q = 1 | Z = 7 |
| I = 1 | R = 2 |       |

## مجالات أخرى

### علم الأعداد والأبراج
يعتقد بعض المنجمين أنه هناك علاقة بين ألأعداد والأجرام السماوية.

### علم الأعداد والخيمياء
كثير من نظريات الخيمياء أعتمدت على الأعداد. ف جابر بن حيان، الذي أوجد الكيمياء التي نعرفها اليوم، ربط عملياته الكيميائية بحساب أعداد الأسماء العربية للمواد الكيمائية.

### علم الأعداد في العلوم
بعض النظريات العلمية تعد من علم الأعداد إذا كانت وليدة علاقة حسابية بدلا من علمية. وعادة يستعمل هذا المصطلح لتخفيف الأهمية العلمية للنظرية. ومن أشهر الأمثلة لهذه الحالة هي صدفة تماثل أرقام كبيرة التي استرعت انتباه علماء كبار مثل العالم الفيزيائي الرياضي بول ذيراك، والرياضي هيرمان ويل وعالم الفلك أرثور ستانلي اذيغتون. هذه الأرقام المصادفة تمثل نسبة عمر الكون إلى وحدة الزمن الذرية، عدد الالكترونات في الكون وفرق القوة بين الجاذبية والقوة الكهربائية للاللكترون والبروتون.

### علم الأرقام في التوراة
هناك العديد من الارقام الرمزية المذكورة في التوراة وخاصة في سفر دانييل وإنجيل الرؤية. من هذه الأمثلة الرقم 666 والذي يمثل الدجال

#### العدد 3
العدد 3 يمثل الكمال والتمام. ومن الأمثلة ثالوث، بقاء السيد المسيح في القبر لثلاثة أيام وأبناء الإله كرونوس الثلاثة: زيوس، بوسيدون وهادس.

#### الرقم 7
الرقم 7 في العبرية هو الجذر لكلمة التمام والتي تعني التمام الروحي. ومن الأمثلة تحديد 7 أيام في الأسبوع.

#### الرقم 10
العدد 10 يرمز إلى الكمال التراتبي

#### الرقم 12
يرمز الرقم 12 للكمال في الحكم والحكومة فهناك 12 شهر في السنة، واليوم هو تتابع لـ12 ساعة مرتين، وهناك 12 سبط من أبناء يعقوب و 12 أولمبي و12 رسول للمسيح الذين يقومون بالمهمة المقدسة والرومان كتبوا الألواح الـ 12.

#### نقد لعلم الأعداد في التوراة
النقاد الذين برفضون ربط الأرقام بالتوراة يُرجعون الأمر إلى عدم وجود أي ذكر للموضوع في أي من كتابات التوراة.